# Landolphia lanceolata
Espèce
Classification phylogénétique
Landolphia lanceolata est une espèce de plantes à fleurs de la famille des Apocynaceae. C'est un arbre que l'on trouve en Afrique et à Madagascar. Son fruit est comestible. On l’appelle aussi litonge.